# Арданов, Анзаур Валерьевич
Анзаур Валерьевич Арданов (4 июля 1991 года) — российский дзюдоист, чемпион России 2013 года, чемпион кубка России 2011 и 2019 года. Тренер юношеской сборной России по дзюдо.

## Карьера
Тренер сборной России по дзюдо (юноши до 18 лет)
Тренировался в Майкопе у Беданокова Р.Х. и Надюкова Р.Х.
2010 год
Чемпион России 2013 года. В июле 2015 завоевал бронзу на Универсиаде в Кванджу. Серебряный призёр первенства России среди юниоров по дзюдо. Учится на юридическом факультете Адыгейского государственного университета. Серебряный призёр кубка Европы среди юниоров (Санкт-Петербург). Бронзовый призёр кубка Европы среди юниоров (Австрия). Серебряный призёр кубка Европы среди юниоров (Германия). Серебряный призёр Первенства Европы среди юниоров (Болгария). Участник первенства мира (Марокко).
2011 год
 Победитель Кубка России среди мужчин (Саранск).
2012 год
Серебряный призёр кубка Европы среди мужчин (Оренбург). Участник первенства Европы среди молодежи до 23 лет.
2013 год
 Чемпион России среди мужчин (Санкт-Петербург).
2014 год
 Бронзовый призёр Большого Шлема (Тюмень). Бронзовый призёр Гран-При (Корея).
2015 год
 Бронзовый призёр Всемирной Летней Универсиады (Корея). Бронзовый призёр Всемирной Летней Универсиады в команде (Корея). Участник Чемпионата Мира в команде (Казахстан). Серебряный призёр Клубного Чемпионата Европы (Тбилиси).
2016 год
 Серебряный призёр Чемпионата Европы в команде (Казань). Серебряный призёр Гран-При (Китай).
2017 год
 Серебряный призёр Большого Шлема (Франция). Серебряный призёр Чемпионата Европы в Команде (Польша). Чемпион клубного Чемпионата Европы (Турция).
2018 год
 Серебряный призёр Клубного Чемпионата Европы (Румыния).
2019 год
Серебряный призёр клубного Чемпионата Европы (Португалия). Чемпион Кубка России (Майкоп).
2020 год
 Бронзовый призёр Открытого Турнира Европы (Эстония).
В 2013 году окончил Адыгейский Государственный Университет, в 2023 году окончил Олимпийский Международный Университет.
| Рекорд в дзюдо (взрослый уровень) на Чемпионате России 2013 года |        |                         | |                       |             |
| Результат                                                        | Рекорд | Соперник                | Турнир (место проведения)                                                                                         | Дата проведения       | Раунд       |
| Победа                                                           | 10—0   | Авагян Армен (ЮФО)      | Чемпионат России 2013 (Санкт-Петербург). Финал.                                                                   | 08.10.2013-13.10.2013 | Финал       |
| Победа                                                           | 9—0    | Хаметов Ислам (ПФО)     | Чемпионат России 2013 (Санкт-Петербург). Финал.                                                                   | 08.10.2013-13.10.2013 | Полуфинал   |
| Победа                                                           | 8—0    | Бекулов Роман (МОС)     | Чемпионат России 2013 (Санкт-Петербург). Финал.                                                                   | 08.10.2013-13.10.2013 | 1/4 финала  |
| Победа                                                           | 7—0    | Негер Михаил (ЦФО)      | Чемпионат России 2013 (Санкт-Петербург). Финал.                                                                   | 08.10.2013-13.10.2013 | 1/8 финала  |
| Победа                                                           | 6—0    | Башкатов Артем (СФО)    | Чемпионат России 2013 (Санкт-Петербург). Финал.                                                                   | 08.10.2013-13.10.2013 | 1/16 финала |
| Победа                                                           | 5—0    | Вагабов Арсен (МОС)     | Чемпионат России 2013 (Санкт-Петербург). Финал.                                                                   | 08.10.2013-13.10.2013 | 1/32 финала |
| Победа                                                           | 4—0    | Авагян Армен (Крас)     | Чемпионат России в федеральных округах 2013. Южный федеральный округ. Формирование сборной для Чемпионата России. | 06.09.2013-09.09.2013 | Финал       |
| Победа                                                           | 3—0    | Туко Дмитрий (Крас)     | Чемпионат России в федеральных округах 2013. Южный федеральный округ. Формирование сборной для Чемпионата России. | 06.09.2013-09.09.2013 | Полуфинал   |
| Победа                                                           | 2—0    | Сулейманов Марат (Рост) | Чемпионат России в федеральных округах 2013. Южный федеральный округ. Формирование сборной для Чемпионата России. | 06.09.2013-09.09.2013 | 1/4 финала  |
| Победа                                                           | 1—0    | Хованский Сергей (Крас) | Чемпионат России в федеральных округах 2013. Южный федеральный округ. Формирование сборной для Чемпионата России. | 06.09.2013-09.09.2013 | 1/8 финала  |

Интересные факты о Чемпионате России 2013: Анзаур Арданов и Армен Авагян дважды встретились на татами в финале, при формировании сборной округа для участия в ЧР (чемпионат ЮФО), и на Чемпионате России.